# Estádio Jorge Basadre
O Estádio Jorge Basadre é um estádio localizado na cidade de Tacna, no Peru.
Inaugurado em 1954 como Estádio Modelo, foi amplamente reformado para ser uma das sedes da Copa América 2004.
Tem capacidade para 19.850 torcedores e é utilizado principalmente para partidas de futebol, é a casa do clube Coronel Bolognesi.
Recebe o nome em homenagem ao historiador peruano Jorge Basadre Grohmann (1903-1980).